# Mary Bevis Hawton
Mary Bevis Hawton (ur. 4 września 1924 w Sydney zm. 18 stycznia 1981 tamże) – australijska tenisistka okresu powojennego, zdobywczyni tytułów wielkoszlemowych na Australian Open w grze podwójnej i mieszanej.
W 1946 roku zdobyła pierwsze mistrzostwo międzynarodowych mistrzostw Australii u boku rodaczki Joyce Fitch. Przez kolejne dwa lata dochodziła do finałów, a prawdziwą ofensywę pokazała w latach 50., wygrywając turniej deblistek pięciokrotnie i sześciokrotnie zostając wicemistrzynią. W 1957 razem z Thelmą Coyne Long była w decydującym meczu prestiżowego Wimbledonu w deblu, a rok później została wicemistrzynią Roland Garros. Spoza turniejów Wielkiego Szlema osiągała sukcesy w Rzymie (1956–1957), dziś będącym turniejem pierwszej kategorii WTA.
Dwukrotnie dochodziła do finałów gry mieszanej mistrzostw Australii, wygrała je raz – w 1958 roku razem z rodakiem Bobem Howe'em.
W latach 1979–1980 odgrywała rolę kapitana reprezentacji Australijek w rozgrywkach Pucharu Federacji. Za każdym razem jej ekipa docierała do finałów, spotykając się z zawodniczkami ze Stanów Zjednoczonych.
W 1970 Mary Hawton wydała książkę pod tytułem How to play winning tennis.